# Radical 3
El radical 3, representado por el carácter Han 丶, es uno de los 214 radicales del diccionario de Kangxi.  En mandarín estándar es llamado 丶部　(zhǔ bù,«radical punto»), en japonés es llamado 丶部, ちゅぶ　(chubu), y en coreano 주 (ju). Este símbolo representa la indicación de una pausa en un texto. También representa la idea de una antorcha.

## Nombres populares
- Mandarín estándar: 点, diǎn, «punto».
- Coreano: 점주부, jeomjubu, «radical “ju” punto».
- Japonés: 点（てん）, ten, «punto».
- En occidente: Radical «punto».

## Galería
| Estilos antiguos                                 | Estilos antiguos                  | Estilos antiguos                        | Estilos antiguos                   | Estilos antiguos                   | Estilos empleados actualmente       | Estilos empleados actualmente  | Estilos empleados actualmente    | Estilos empleados actualmente   | Estilos empleados actualmente  |
|                                                  |                                   |                                         |                                    |                                    |                                     | 丶                             | 丶                               |                                 |                                |
| 甲骨文 jiǎgǔwén (escritura de huesos oraculares) | 金文 jīnwén (escritura de bronce) | 简帛 jiǎnbó (escritura de bambú y seda) | 篆文 zhuànwén (escritura de sello) | 篆文 zhuànwén (escritura de sello) | 隸書 lìshū (estilo de los escribas) | 楷書 kǎishū (estilo regular)   | 楷書 kǎishū (estilo regular)     | 行書 xǐngshū (estilo corriente) | 草書 cǎoshū (estilo de hierba) |
| 甲骨文 jiǎgǔwén (escritura de huesos oraculares) | 金文 jīnwén (escritura de bronce) | 简帛 jiǎnbó (escritura de bambú y seda) | 大篆 dàzhuàn (sello grande)        | 小篆 xiǎozhuàn (sello pequeño)     | 隸書 lìshū (estilo de los escribas) | 繁體／繁体 fántǐ (tradicional) | 简体／簡體 jiǎntǐ (simplificado) | 行書 xǐngshū (estilo corriente) | 草書 cǎoshū (estilo de hierba) |

## Caracteres con el radical 3
| trazos | carácter |
| ------ | -------- |
| + 0    | 丶       |
| + 1    | 丷       |
| + 2    | 个丫     |
| + 3    | 丸       |
| + 4    | 丹为     |
| + 6    | 主丼     |
| + 7    | 丽       |
| + 8    | 举       |